# Valeri Spitsyn
Valeri Spitsyn (Magnitogorsk, Óblast de Cheliábinsk, Rusia, 5 de diciembre de 1965) fue un atleta ruso, especializado en la prueba de 50 km marcha en la que llegó a ser campeón mundial en 1993.

## Carrera deportiva
En el Mundial de Stuttgart 1993 ganó la medalla de bronce en los 50 km marcha, con un tiempo de 3:42:50 segundos, llegando a la meta tras el español Jesús Ángel García y el finlandés Valentin Kononen.